# Baumersroda

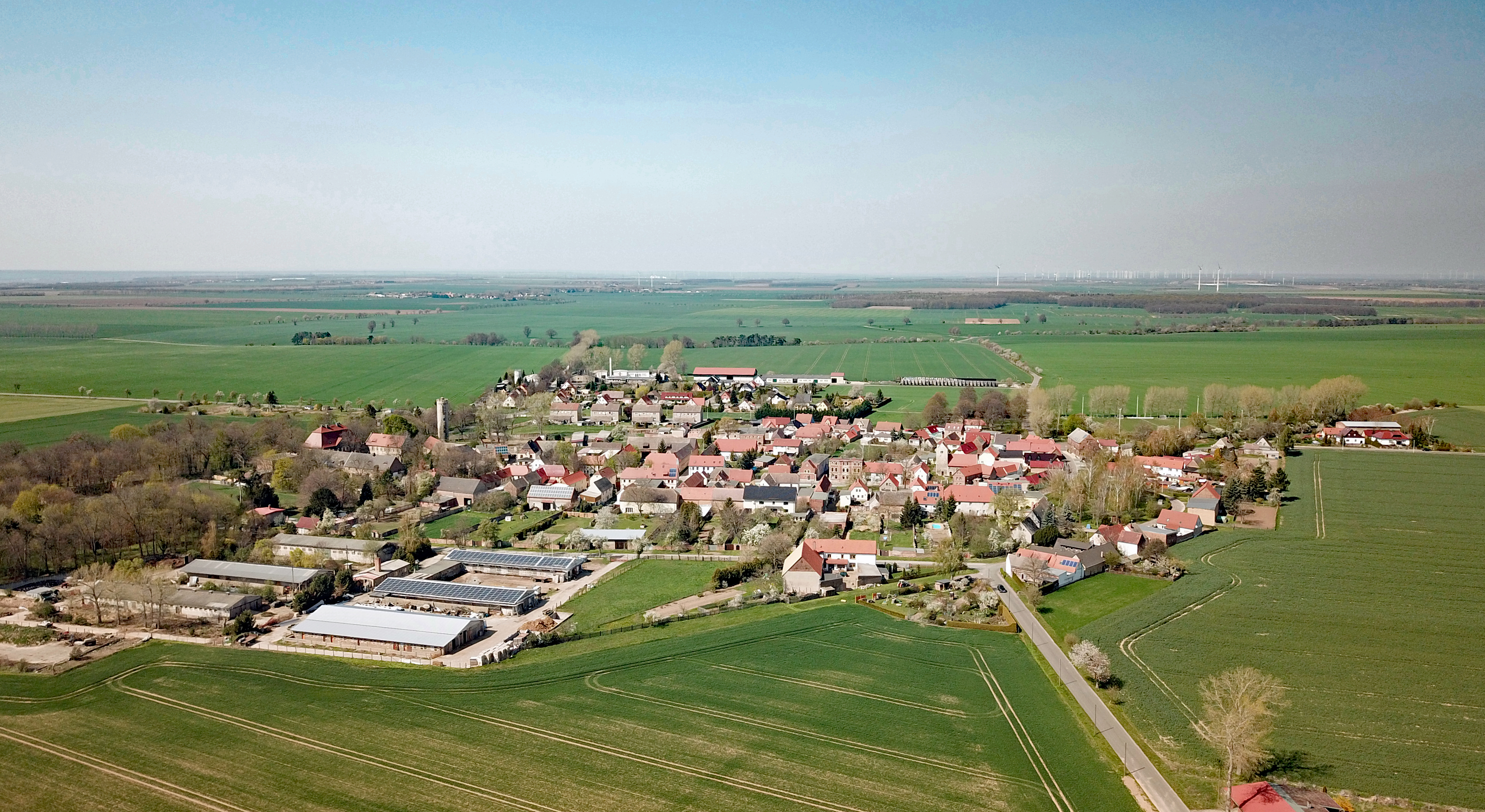
Luftbild

Baumersroda war eine Gemeinde im sachsen-anhaltischen Burgenlandkreis. Sie ist seit dem 1. Juli 2009 ein Ortsteil der Gemeinde Gleina in der Verbandsgemeinde Unstruttal, die ihren Verwaltungssitz in der Stadt Freyburg (Unstrut) hat.

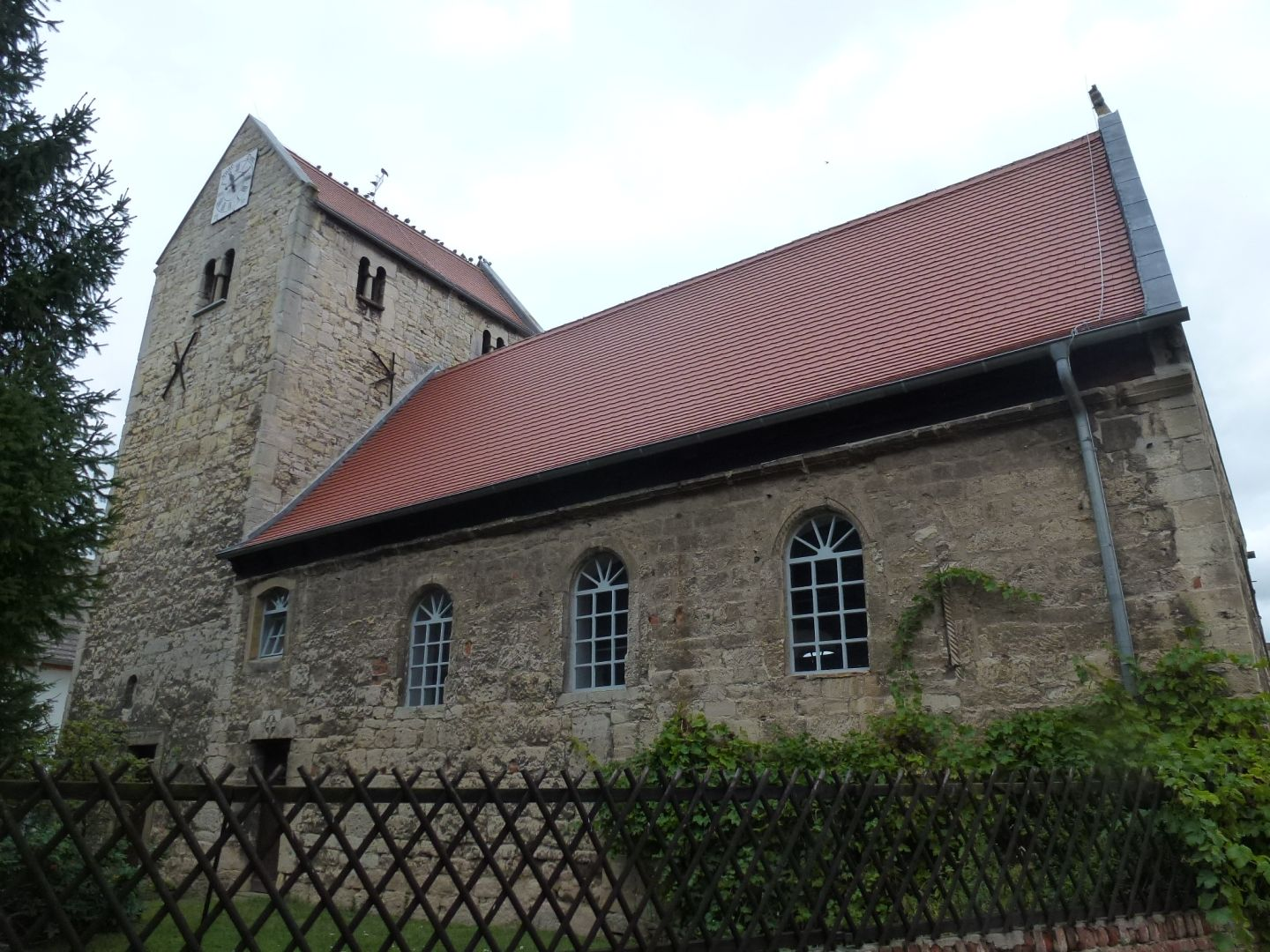
Kirche

## Geografie
Zwischen Mücheln im Geiseltal und Freyburg an der Unstrut liegt auf der Querfurter Platte ca. 200 m über dem Meeresspiegel die ehemalige kleine (6,69 km²) Landgemeinde Baumersroda. Die Querfurter Platte ist eines der größten Löß-Schwarzerdegebiete in Sachsen-Anhalt.

## Geschichte
Zum Ende des 11. Jahrhunderts oder Anfang des 12. Jahrhunderts dürfte die Besiedlung um Baumersroda begonnen haben. Der Kirchturm von Baumersroda ist ein Bauwerk aus dem 12. Jahrhundert. Das jetzige Kirchenschiff wurde erst Mitte des 17. Jahrhunderts an der Ostseite des Kirchturmes angebaut. Die auf der Querfurter Platte befindlichen Siedlungen, deren Namen meist auf -roda enden, sind aufgrund von Rodungen durch slawische Ansiedler Ende des 11. Anfang des 12. Jahrhunderts entstanden. Das auch als thüringische Grenzplatte bezeichnete Gebiet war noch im 8. Jahrhundert fast völlig mit Wald bedeckt. Die urkundliche Ersterwähnung wurde im Juli/August 1185 vollzogen.
1589 lebten hier 42 besessene Mann, darunter 8 Anspänner und 34 Hintersättler. Die Dorfflur umfasste damals 22¾ Hufen. Die Einwohner des Dorfes waren ursprünglich alle dem Landgerichtsstuhl Mücheln thingpflichtig.
Bis 1815 war Baumersroda ein Amtsdorf im sächsischen Amt Freyburg. Nach den Amtserbbüchern aus den Jahren 1594 und 1621 hatte das Amt Freyburg fünf Landgerichtsstühle. Zur Kirche Baumersroda gehörte die Filial Ebersroda. Die Dorflur grenzte an die Newe Johla, Gleina, Mücheln und Ebersroda.
Das noch heute vorhandene Herrenhaus in Baumersroda wurde 1704 bis 1709 erbaut. Damals befand sich das Rittergut im Besitz von Hans Georg aus dem Winckel. Er hatte das Rittergut Baumersroda am 20. April 1704 von Hans Moritz von Brühl, Vater des Heinrich von Brühl für 19500 Gulden käuflich erworben und das Herrenhaus grundlegend baulich erneuert. Als Generalmajor erwarb Johann (Hans) Georg aus dem Winckel 1718 auch noch die beiden benachbarten Rittergüter Benndorf und Körbisdorf. Als er 1729 starb, hinterließ er seinen Erben einen umfangreichen Besitz. 1737 erwarb Wilhelm Busso Marschall von Bieberstein das Rittergut Baumersroda, doch geriet er schon bald in Schulden und musste 1744 das Gut an den Vormund des erst fünfjährigen Heinrich Moritz von der Schulenburg auf Burgscheidungen überlassen. 1825–1828 war das Rittergut Baumersroda kurz im Besitz derer von Jagow, bevor es Heinrich Ferdinand von Helldorff auf Bedra 1828 erwarb.
Von 1828 bis 1945 hat die Familie von Helldorff das Leben in und um Baumersroda geprägt. Vom 19. März 1859 bis etwa 1862 war Baumersroda der Hauptort des Kreises Querfurt (Provinz Sachsen). Mit Heinrich von Helldorff (1799–1873)und Heinrich von Helldorff (1870–1936) stellte die in Baumersroda begüterte Familie zwei Landräte des Kreises Querfurt.
Um das Jahr 1900 umfasste Baumersroda 35 Haushalte, von denen 14 von Landwirten und neun von Handwerkern geführt wurden. Im Ort gab es neben einer Schule und der Ortskirche außerdem ein Gasthaus.
1927 hatte Baumersroda 394 Einwohner, die in 56 Häusern lebten. 27 Haushalte wurden von Landwirten und Landarbeitern geführt.
Im April 1945 marschierten die Amerikaner kampflos in Baumersroda ein und übergaben später das Dorf der Sowjetarmee, ohne dass diese Baumersroda besetzte. Die Familie von Helldorff (Elisabeth von Helldorff, geb. von Bülow, und Sohn Christoph Heinrich) hat noch vor Abzug der Amerikaner aus Baumersroda den Ort und ihren Familiensitz in Richtung Westen verlassen. Der Herrensitz des einstigen Rittergutes wurde geplündert und die Familie von Helldorff ist auf Grund der von der SMAD veranlassten Bodenreform mit allen Besitzungen enteignet worden.
Zum 1. Juli 2009 verlor Baumersroda auf der Grundlage eines Gebietsänderungsvertrages mit der Gemeinde Gleina seine Selbstständigkeit.

## Politik

### Bürgermeister
Oswald Bauer war von 1935 bis 1941 Dorf-Gemeindeschulze in Baumersroda. Von 1941 bis 1946 war Hugo Kloß Bürgermeister der Gemeinde.
Die letzten Kommunalwahlen unter einer DDR-Regierung beendeten die Amtszeit von Kurt Engler. 1990 wurde Bernd Wölflein aus dem Kreis der Mitglieder des Gemeinderates zum Bürgermeister gewählt. Joachim Bölke hatte 1994 Bernd Wölflein als Bürgermeister der Gemeinde Baumersroda abgelöst. 2001 bis 31. Dezember 2002 war Bernd Wölflein noch einmal Bürgermeister der Gemeinde und hat das Ehrenamt 2002 aus gesundheitlichen Gründen niedergelegt. Vom 1. Januar 2003 bis 14. Januar 2006 war Joachim Bölke (†) erneut Bürgermeister der Gemeinde Baumersroda. Peter Rabestein führte nach dem Ableben von Joachim Bölke am 14. Januar 2006 bis zur Amtseinführung des neuen Bürgermeisters nach Neuwahl (am 9. April 2006) amtierend die Geschäfte des ehrenamtlichen Bürgermeisters der Gemeinde.
Am 9. April 2006 wurde Peter Rabestein von den Bürgern der Gemeinde Baumersroda bei einer Wahlbeteiligung von 50 % zum Bürgermeister gewählt. Der offizielle Amtsantritt war am 1. Juni 2006.
Die Amtszeit von Peter Rabestein endete wegen der Eingemeindung nach Gleina auf der Grundlage eines Gebietsänderungsvertrages vom 19. November 2008, genehmigt am 4. Februar 2009, zwischen der Gemeinde Gleina und der ehemaligen Gemeinde Baumersroda am 30. Juni 2009.

## Kultur und Sehenswürdigkeiten

### Bauwerke

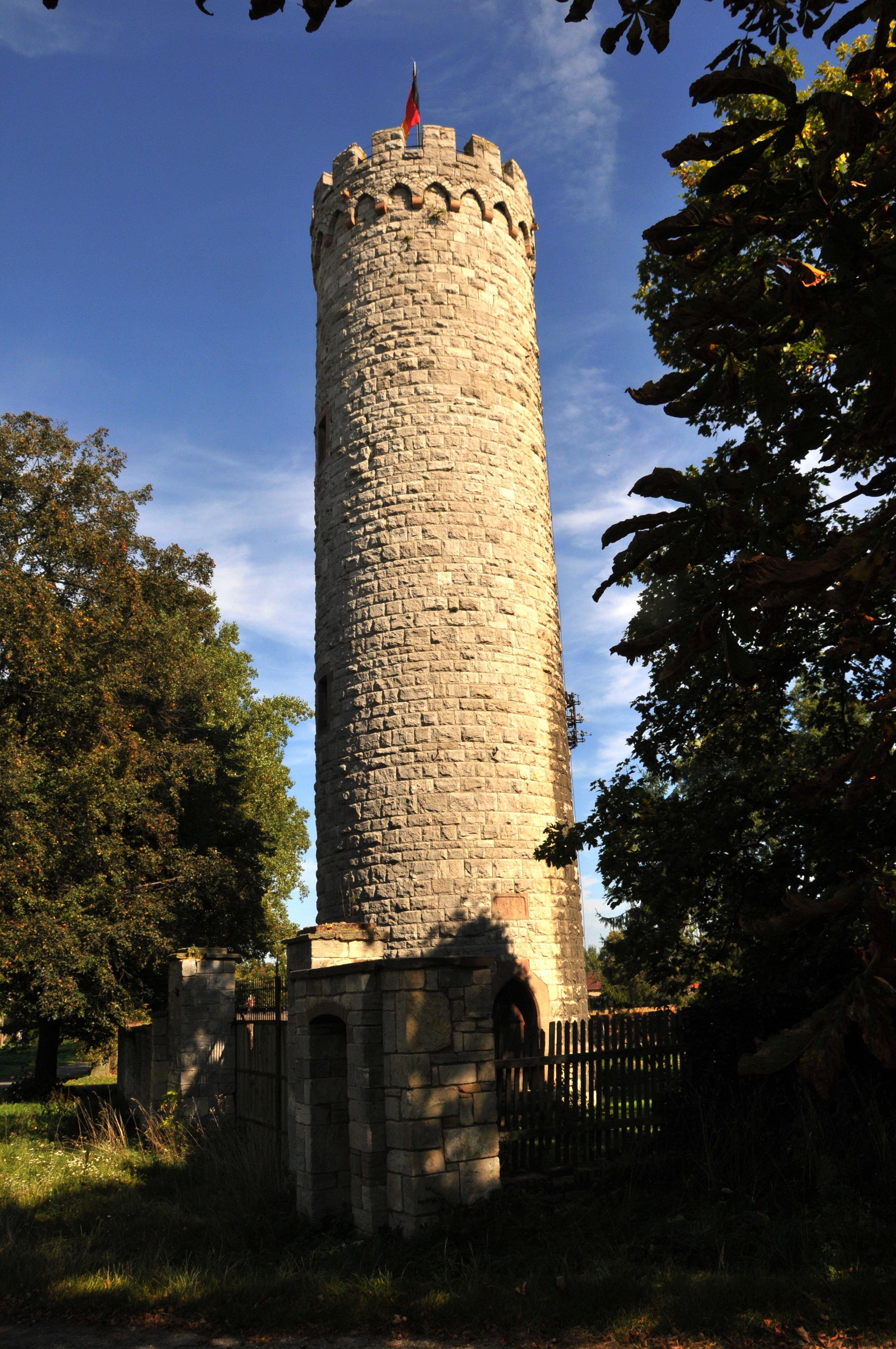
Wasserturm in Baumersroda

Baumersroda besitzt an Sehenswürdigkeiten außer dem im 12. Jahrhundert errichteten Kirchturm ein Wahrzeichen, einen ehemaligen Wasserturm, der um 1906 im Zusammenhang mit einer zentralen Wasserversorgung für Baumersroda erbaut wurde, sowie ein ehemaliges Gutshaus, deren letzte Besitzer, die Familie von Helldorff, 1945 vor den Siegermächten des Zweiten Weltkrieges in den westlichen Teil Deutschlands flüchteten. Seit Dezember 1989 weht auf dem ehemaligen Wasserturm die Flagge der Bundesrepublik Deutschland und ist weithin sichtbar.

### Vereine und Vereinigungen
Baumersroda wird von drei Vereinen, Verein der Kleingärtner, Sportverein und Feuerwehrverein, und einer Vereinigung, Die Pfingstburschen, geprägt. Tradition und kulturelles Brauchtum pflegen nach 1989 weiterhin die Pfingstburschen sowie der Feuerwehrverein in Zusammenarbeit mit der Freiwilligen Feuerwehr.

#### Feuerwehrverein 1993 Baumersroda e.V.
Am 2. Oktober 1993 haben Mitglieder der Freiwilligen Feuerwehr Baumersroda und Bürger der Gemeinde Baumersroda anlässlich der Wiedervereinigung der DDR und der Bundesrepublik Deutschland (3. Oktober 1990) den Feuerwehrverein 1993 Baumersroda gegründet. Der Verein ist Förderverein der Feuerwehr und Heimatverein auf der Suche nach der Vergangenheit.
Inzwischen kann sicher davon ausgegangen werden, dass es in Baumersroda (Dominium Baumersroda) seit 1854 (21. Juli 1854) eine von der Gemeinde organisierte und finanzierte Feuerwehr (Spritzenmannschaft, Wassermannschaft) gibt.

## Wirtschaft und Infrastruktur
Kleine Dienstleistungs- und Handwerksbetriebe haben ihren Sitz in Baumersroda. Die vor 1989 vorhandenen Arbeitsplätze in der Landwirtschaft, der Lebensmittelindustrie und im Braunkohlebergbau sind weggebrochen. Die verkehrstechnische Infrastruktur befindet sich auf einem Niveau von 1950. Im Bereich der Ver- und Entsorgung hat sich in Baumersroda seit 1995 jedoch viel bewegt. Telekommunikation, die Abwasser- und teilweise die Trinkwasserversorgung sind auf einem neuen Stand. Die schon schlechte verkehrstechnische Infrastruktur wurde jedoch durch die Abwasser- und Trinkwasserbaumaßnahmen weiter geschädigt. Für den Erhalt schützenswerter Gebäude und Objekte fehlen im privaten wie auch im öffentlichen Bereich auch nach der Wiedervereinigung Deutschlands trotz staatlicher Förderung die Eigenmittel.

### Verkehr
Durch Baumersroda führt die Landesstraße 209, die von Baumersroda in Richtung Osten zur Landesstraße 163 ausgebaut ist. 2016 wurde der westlich verlaufende Abschnitt zwischen Baumersroda und Gleina, der Verbindung zur B 180, ausgebaut. Über die L 163 im Osten von Baumersroda oder die B 180 im Westen von Baumersroda gelangt man zur Bundesstraße 176 (B 176).
Die Ortsverbindungsstraße zwischen Baumersroda und Ebersroda hat nach 1990 eine neue Asphaltdecke erhalten. Man erreicht über diese Straße die Kreisstraße 2642 bei Ebersroda und gelangt über die Kreisstraße zur B 180.

## Persönlichkeiten
- Ludwig Dankegott Cramer (1791–1824), Theologe und Hochschullehrer in Wittenberg, Rostock und Leipzig

## Sonstiges
Landwirtschaft auf riesigen fruchtbaren Äckern um Baumersroda prägt auch nach 1990 das Landschaftsbild. Den fruchtbaren Boden, einst von einzelnen Produktionsgenossenschaften bewirtschaftet, teilen sich heute Agrargenossenschaften, Wiedereinrichter und Bewirtschafter kleiner privater Flächen. Nur noch wenige Einwohner des Ortes sind in der Landwirtschaft beschäftigt, die Jugend wandert ab, das Durchschnittsalter der Bevölkerung steigt und die ländlichen Höfe verlieren ihre einstige Bedeutung und beginnen dort, wo sie nicht zweckentfremdet um- und ausgebaut wurden, teilweise zu verfallen. Das Bild einer Ringsiedlung (Rundling) hat Baumersroda spätestens seit der Mitte des 20. Jahrhunderts durch fehlende städtebauliche Planung und vernachlässigten Denkmalschutz verloren. Der kleine inselhafte Baumbestand um Baumersroda lässt kaum vermuten, dass das gesamte Gebiet einst von Wald bedeckt war. Die ersten Rodungen um Baumersroda durch Siedler begannen etwa im 12. Jahrhundert.